# Иттенбах, Франц
Франц Иттенбах (нем. Franz Ittenbach; 1813—1879) — немецкий исторический живописец.

## Биография
Сперва учился у Франца Каца в Кёльне. Позже в Дюссельдорфской академии художеств под руководством Шадова, посетил в 1839—1840 годах Италию, позже жил в Мюнхене и поселившись после этого в Дюссельдорфе стал профессором местной Академии.
Из многочисленных произведений этого трудолюбивого художника, принадлежавшего к представителям религиозно-романтического направления дюссельдорфской школы, наиболее достойны внимания фрески в церкви святого Аполлинария в Ремагене (1844) и святого Квирина в Нойсе (1864), алтарные складни, написанные для церкви святого Ремигия в Бонне (1858—1861), для капеллы во дворце князя Лихтенштейна в Вене (1861), для домовой церкви во дворце герцога Гамильтона в Баден-Бадене и для церкви святого Михаила в Бреславле (1865—1868), а также картина «Бегство во Египет», находящаяся в Берлинской национальной галерее.
Все эти работы отличаются простотой композиции и мотивов, благородством и правильностью рисунка, благочестивостью, несколько монотонной экспрессией и гармоничным, хотя и довольно слабым колоритом. Иттенбах писал также портреты.